# Charlotte D'Alessio
Charlotte Briar Christina D'Alessio, nascida Briar Christina D'Alessio (Toronto, 5 de maio de 1998) é uma modelo canadiana.

## Carreira
Começou a carreira com 5 anos, agenciada pela Ford Models. Foi posteriormente descoberta no festival de música Coachella e começou assim a carreira de modelo enquanto profissional.

## Vida Pessoal
Filha de Christina Ford e do produtor comercial Richard D'Alessio, Charlotte nasceu em Toronto.
Entre 2017 e 2018 teve uma relação amorosa com o filho de Cindy Crawford, Presley Gerber.